# Labeobarbus marequensis
Labeobarbus marequensis е вид лъчеперка от семейство Шаранови (Cyprinidae). Видът не е застрашен от изчезване.

## Разпространение и местообитание
Разпространен е в Замбия, Зимбабве, Малави, Мозамбик, Свазиленд и Южна Африка (Гаутенг, Квазулу-Натал, Лимпопо и Мпумаланга).
Обитава сладководни басейни, реки и потоци.

## Описание
На дължина достигат до 47 cm, а теглото им е не повече от 6000 g.